# Castello di Pozzolengo
Il castello di Pozzolengo è un borgo medievale fortificato costruito sul monte Fluno, nel comune di Pozzolengo.

## Collocazione e storia
Il castello di Pozzolengo venne costruito tra il IX secolo e il X secolo allo scopo di difendere la popolazione locale dalle continue invasioni dei Magiari. Nella seconda metà del XIII secolo la fortificazione venne ampliata e, intorno al 1300, venne costruita al suo interno la chiesa di San Lorenzo, della quale sono ancora visibili l'abside e alcuni frammenti dell'affresco che lo coprivano, raffigurante Gesù e gli evangelisti. La superficie venne ulteriormente ampliata tra il XV secolo e il XVI secolo e raggiunse quella che è la dimensione attuale di circa 10000 m². Recentemente il castello ha conosciuto una fase di recupero grazie ai lavori di riqualificazione delle vie interne.

## Architettura
Il castello ha pianta trapezoidale, con i lati est e ovest più lunghi e i lati nord e sud più corti. Lungo la cortina di mura con merlatura guelfa sono presenti numerose torri di forma cilindrica, soprattutto nei lati ovest e sud, mentre nel lato nord l'entrata al castello è annunciata da una torre quadrata. Una delle torri cilindriche è stata trasformata, nel XV secolo, in torre campanaria.